# 贝时璋
贝时璋（1903年10月10日—2009年10月29日），男，浙江镇海（今宁波市镇海区）人，中国生物学家，教育家，中国细胞学、胚胎学的创始人之一，中国生物物理学的奠基人。第一届中央研究院院士和中国科学院院士。

## 生平
1903年10月10日，出生于浙江省镇海县（今宁波市镇海区）滨临东海的憩桥镇。祖辈是当地的渔民，父亲曾就职于上海的德商洋行。1915年，跟随父亲赴外地求学。早先就读于汉口德华学校，后赴上海，在同济医工专门学校（今同济大学）德文科上中学。1921年，毕业于同济医工专门学校的医学预备科。同济毕业后，赴德国留学，曾先后就读于弗莱堡大学、慕尼黑大学和蒂宾根大学。1928年3月，获得蒂宾根大学自然科学博士学位。获得博士学位后，留校担任助教，并师从实验生物学家J·W·哈姆斯从事科学研究。
1929年秋回国。1930年4月，负责在浙江省杭州市的浙江大学筹建生物学系。1930年8月，被浙江大学聘请担任副教授。此间贝时璋负责讲授组织学、胚胎学、无脊椎动物学、比较解剖学、遗传学等课程。抗日战争期间，浙江大学为躲避战火被迫西迁，贝时璋亦随校迁移。当时物质条件极端艰苦，人生安全也得不到保障，贝时璋仍坚持教学和生物学研究，培养了大批人才。贝时璋在浙江大学任教长达二十年，先后担任浙江大学生物系的副教授、教授、系主任，并出任浙江大学理学院院长。
1948年，贝时璋当选为中央研究院第一屆院士。1948年，受邀请担任荷兰国际胚胎学研究所研究员。1949年，当选为荷兰国际胚胎学研究所委员。
1949年，中华人民共和国成立后，贝时璋曾参与协助筹建中国科学院。1950年，离开浙江大学，赴上海，出任中国科学院实验生物学研究所研究员，兼任所长。1954年，中国科学院实验生物学研究所迁往北京。1955年，被聘为中国科学院生物学部委员（中国科学院生物学学部院士）。1956年，参与制订“十二年科学技术发展远景规划”。1957年，成立北京实验生物学研究所，贝时璋担任研究员，兼任所长。1958年，北京实验生物学研究所改建为中国科学院生物物理研究所，贝时璋担任研究员，并任所长。“文革”初时贝时璋也挨过批斗，但“平常不得罪人”，所以小心渡过。1972年，率领中国科学家代表团访问美国。1973年，撰写《科学技术基本建设的建议》。1977年，参加制定中国《国家八年科学规划》。1978年—1984年，担任中国动物学会理事长。1980年—1983年，担任中国生物物理学会理事长。1983年，贝时璋改任中国科学院生物物理研究所名誉所长。1983年—1986年，任中国生物物理学会名誉理事长。1958年—1983年，先后担任有《中国科学》的编委和副主编。1980年，出任《中国大百科全书》生物卷编写委员会主任。1984年，出任《中国大百科全书》总编委会副主任。2009年10月29日上午9点30分，贝时璋在家中睡眠中安详辞世，享年106岁。他也是1948年当选的中央研究院第一屆院士中最后一位在世者。
貝時璋院士是第一屆（上海市選出）、二屆（浙江省選出）、三屆（浙江省選出）、四屆（天津市選出）、五屆（天津市選出）、六屆（浙江省選出）全國人大代表及第三至第六屆常務委員會委員。第三屆全國政協委員。

## 学术研究

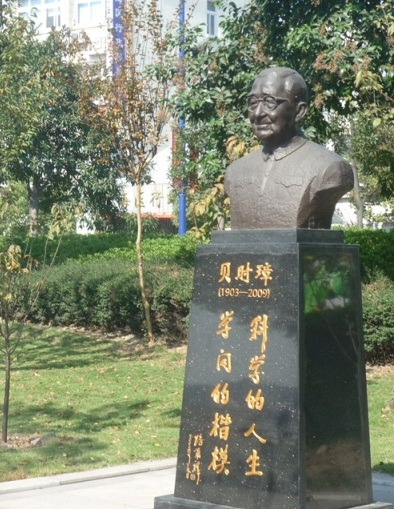
贝时璋塑像

- 早年贝时璋在丰年虫中间性的性转变过程中，观察到细胞重建现象。
- 对家鸡胚胎的早期发育，小鼠造血系统（骨髓），根瘤菌，沙眼衣原体等进行了细胞重建的研究。
- 在丰年虫和鸡胚胎早期发育中，发现并证明了以卵黄颗粒（细胞质）为基础，重建为细胞，是客观存在的现象，并从卵黄颗粒中提取出染色质。
- 早年对线虫生活史、个体发育、细胞常数、再生、染色体结构和行为进行了系统研究。
- 早年对甲壳类动物色素细胞在不同温度和不同浓度眼柄激素影响下的活动情况进行了系统研究。
- 对摇蚊幼虫变态过程中咽侧体和心侧体结构与功能变化进行了系统研究。
- 环节动物再生，再生与细胞自然分裂关系、不同温度下分裂与解体关系进行了系统研究。

## 纪念

### 小行星36015
2003年，小行星36015被命名为“贝时璋”。